# 君士坦丁車站
君士坦丁車站（法語：Gare de Constantine，阿拉伯语：‎）是位於阿爾及利亞君士坦丁省首府君士坦丁的一座鐵路車站，目前由阿爾及利亞鐵路SNTF營運。啟用於1870年，當時為法國殖民時期。